# نبرد البابین
نبرد البابین (انگلیسی: Battle of al-Babein) در ۱۸ مارس ۱۱۶۷ طی سومین هجوم صلیبیون به مصر میان نیروهای آمالریک پادشاه اورشلیم و نیروهای زنگی به رهبری اسدالدین شیرکوه به وقوع پیوست. دو درصدد کنترل مصر و خلافت فاطمی بودند، با این حال این نبرد بدون نتیجه تاکتیکی به پایان رسید هرچند صلیبیون در رسیدن به مصر ناکام ماندند و موفق به دفع نیروهای شیرکوه نشدند. طی این نبرد صلاح‌الدین ایوبی به عنوان یکی از فرمانده‌های اصلی سپاه زنگی حضور داشت.